# Masacre de Santa Bárbara (Colombia)
La Masacre de Santa Bárbara fue un asesinato masivo ocurrido el 23 de febrero de 1963 en la fábrica de cemento El Cairo, en el municipio colombiano de Santa Bárbara (Antioquia), donde fueron asesinadas 12 personas y heridas otras 39. El origen de la masacre fue una huelga llevada a cabo por los obreros de la fábrica, la cual fue sofocada violentamente por el Ejército Nacional de Colombia.

## Antecedentes
Después del fin del gobierno de Gustavo Rojas Pinilla, en 1957 se creó el Frente Nacional, un pacto entre los partidos Liberal y Conservador. Como resultado se instituyó una forma de gobierno bipartidista. 
El Frente Nacional comenzó una política económica que favorecía principalmente a los sectores dedicados a la importación y a la exportación. Asimismo se fortaleció la industria de la construcción como una respuesta a la demanda de viviendas en las ciudades.
Las reformas económicas provocaron una serie de revueltas populares, rápidamente sofocadas por el Frente Nacional, quien se hizo cargo de la represión de las clases populares. En palabras de Leopoldo Múnera:

"El Estado, sin llegar a cumplir plenamente las funciones institucionales de legitimación y control social, se fortaleció como actor colectivo y empezó a jugar un papel determinante en el manejo de la política económica y en la represión policial o militar del descontento popular".
Leopoldo Múnera Ruíz

Sin embargo, las protestas obreras se hicieron más frecuentes, sobre todo entre los años 1958 y 1966. La recesión económica de 1963 intensificó las protestas, especialmente entre los trabajadores de la industria de cemento, una de las principales bazas económicas del país en esa época. 
La primera huelga de obreros cementeros ocurrió en el año 1956 el día 5 de marzo en la ciudad de Bucaramanga, precisamente en la fábrica Cementos Portland Diamante. Esta huelga había sucedido en la época de la dictadura y había soportado la represión de esta última, logrando uno de sus principales objetivos: el subsidio familiar pagado por el estado.
En 1962 se produce la segunda gran huelga de Cementos Portland Diamante: "El 2 de mayo de 1962 se presenta un nuevo petitorio y entonces la empresa comienza a dilatar 
las conversaciones. Luego de agotar todas las etapas legales, desde el arreglo directo hasta la pre-huelga, el sindicato no encuentra otra salida sino la de decretar de nuevo la huelga, esta vez de alcances mayores a la del 56, pues fue ya de contenido nacional, dado que estaban unificados los sindicatos de Bucaramanga, Ibagué, Apulo y Bogotá". La huelga comenzó el 13 de julio de 1962. 
Esta nueva huelga inició una serie de manifestaciones que se expandieron por todo el país. En respuesta tanto el estado como los sectores privados comenzaron una serie de medidas represivas que resultaron infructuosas. Después de dos meses de huelga se hizo evidente la crisis en la industria de la construcción debido a la falta de cemento, lo que hizo que los sectores privados intentaran llegar a un acuerdo sin lograr resultados. 
Finalmente, después de 87 días de huelga, se firmó un acuerdo entre las empresas cementeras y los obreros, el cual favoreció a estos últimos. El triunfo de la huelga en Bucaramanga inspiró peticiones similares por parte de los obreros de las empresas Cementos Nare, Argos y El Cairo, todas del sector cementero de Antioquia. Las empresas se negaron a tratar conjuntamente a estas solicitudes y en cambio solo resolvieron las relativas a Nare y Argos, ignorando las de El Cairo. 

## La huelga
La fábrica de cementos El Cairo se encuentra a 13 kilómetros de Santa Bárbara, abarcando terrenos de los municipios de Santa Bárbara, Abejorral y Montebello. Cercana a los yacimientos calcáreos del cerro San Vicente de Abejorral, El Cairo empleaba una gran cantidad de obreros en la extracción del clinker, la materia prima con la cual se produce el cemento. 
En el mes de diciembre de 1962 la Asamblea General de Trabajadores declara la necesidad de comenzar una huelga por parte de los obreros de El Cairo debido principalmente a los bajos salarios. El sindicato de esa fábrica comienza las negociaciones con la empresa, que no dan resultados. El día 23 de enero de 1963 estalla la huelga, a la cual adhieren 180 de los 230 trabajadores de la empresa. En palabras de Luis Eduardo Zapata, uno de los principales impulsores de la huelga:

El sindicato de cementos El Cairo presentó un pliego de peticiones, pidiendo aumento de salarios y beneficios para nosotros, muchas cosas para la época, pero más que todo era el salario, porque este era muy bajo. La empresa estuvo conversando con el sindicato mucho tiempo. Entonces no pudieron llegar a un acuerdo y ya por último, ordenó el sindicato lanzarnos a una huelga. Bueno, entonces estuvimos varios días en huelga, más de un mes en huelga
Luis Eduardo Zapata, sindicalista.

Los huelguistas tomaron posiciones alrededor de la fábrica, instalando distintas tiendas o carpas.  
Desde antes de comenzada la huelga ya se habían desplegado elementos del ejército en los alrededores de la fábrica El Cairo, precisamente dos pelotones del batallón Girardot. En una reunión efectuada en la oficina del gobernador de Antioquia se convino que sea el ejército quien mantenga el orden público en las zonas afectadas por la huelga. 
Durante la huelga el clinker había sido transportado desde los yacimientos hasta la fábrica Argos por medio de vehículos de carga (conocidos como volquetas) a cargo de los militares. Al principio los huelguistas opusieron una resistencia pasiva a este transporte, pero luego comenzaron una resistencia activa con el apedreamiento de los vehículos y con el bloqueo de la vía entre la fábrica y Santa Bárbara. Debido a esta resistencia se paralizó el transporte de los materiales a Argos.

## La masacre
Después de la paralización total del transporte de materias primas a la fábrica de cemento Argos el gobernador de Antioquia, Fernando Gómez Martínez, dio a conocer la determinación de transportar cemento y klinker "costase lo que costase". El viernes 22 de febrero ambas partes intentaron llegar a un acuerdo, pero las condiciones presentadas por la empresa fueron rechazadas por los huelguistas. El sábado 23 de febrero los obreros se congregaron una vez más en la vía que comunicaba Santa Bárbara con la fábrica.
A las 9:00 de la mañana del día 23 de febrero los vehículos de carga volvieron acompañados de varios elementos del Ejército Nacional, que no fueron agredidos por los manifestantes hasta que se hubieron cargado las materias primas, momento en el cual un oficial ordenó despejar la vía a punta de bayoneta. Los huelguistas, junto con varios civiles más que habían llegado en calidad de observadores, se resistieron al despeje lanzándoles piedras a los soldados. Unos tres militares salieron heridos por los manifestantes, mientras que dos obreros terminaron gravemente lesionados por las bayonetas. 
Al mediodía el capitán Álvaro Guzmán Bastidas y el teniente Víctor J. Jaramillo se reunieron con el jefe del sindicato para acordar el tránsito de las volquetas de vuelta a Argos. No se llegó a ningún acuerdo y los huelguistas decidieron bloquear la carretera acostándose en el pavimento, táctica que ya anteriormente había dado resultado. A las cuatro de la tarde partió la caravana de volquetas escoltada por unos 400 efectivos del ejército. La caravana fue bloqueada por los huelguistas y varios civiles, hecho que comenzó una serie de insultos entre ambas partes. Los manifestantes se proveyeron de piedras y otros objetos que arrojaron contra los militares al mismo tiempo que intentaban inmovilizar a las volquetas. A las 4:45 de la tarde los soldados comienzan a utilizar gases lacrimógenos en contra de la multitud, que se defiende con más pedradas. En ese momento los militares comienzan a disparar hacia los manifestantes, que huyen hacia las casas y edificios vecinos. A las 5:15 de la tarde ya habían caído varios obreros y herido otros. Los soldados comenzaron a allanar los domicilios cercanos en busca de los obreros que habían huido, asesinando en el proceso a varios civiles que no habían participado en la huelga. La masacre se prolongó hasta las 5:30 de la tarde, pero hubo toque de queda hasta las 7:00 de la noche. Los muertos fueron ubicados en el anfiteatro mientras que los heridos fueron llevados al hospital local o a Medellín. 
- Pastor Cardona (obrero de Cementos El Cairo)
- Rafael Antonio González (obrero de Cementos El Cairo)
- Luis Ángel Holguín (Civil, padre de Aurelio Holguín Ballesteros, Líder sindical y obrero de Cementos El Cairo)
- Luis Ángel Ruiz Villada (obrero de la empresa Cementos Argos)
- Rubén de Jesús Pérez Arango (campesino de la región)
- Joaquín Emilio Román Vélez (campesino de la región)
- Luis Esteban Serna Villada(campesino de la región)
- Jesús Román (chofer)
- José de Jesús Suaza (ayudante de vehículos de carga y de pasajeros)
- Juan María Holguín Henao
- Israel Antonio Vélez Díaz
- María Edilma Zapata (estudiante de la escuela María Auxiliadora)

Heridos
- Armando Flórez García
- Aurelio Díaz
- Aurelio García
- Bernardo Echeverry
- Feliciano Bedoya
- Guillermo Pérez
- Héctor Bedoya
- Hernán Pérez
- Javier Marulanda
- Joaquín Emilio Villada Ayala
- José Ángel Vera
- José Bernardo Quintana
- José Múnera
- Juan Velázquez
- Luis A. Rueda
- Luis Adán Benítez
- Luis Alfonzo Ruiz
- Luis Ríos
- Marco Tulio Ramírez
- Marco Tulio Sánchez
- Mario Raigosa
- Mario Tabares
- Ramón Bermúdez
- Segundo Caro Vélez
- Ernesto Julio Valencia
- Bárbara Gutiérrez
- Blanca Arroyabe de Jiménez
- Blanca Buriticá de Giraldo
- Elvia Castañeda
- Gilberto Reinosa
- Gustavo Hinestroza
- Herminia Noreña de Villada
- Jaime Ballesteros
- Jaime Sánchez
- Juan Bautista Valencia
- Julia de Giraldo
- Luzmila Álzate de Chalarca
- Luzmila de Raigosa
- Mariela Múnera

## Responsables Políticos
- Fernando Gómez Martínez, gobernador de Antioquia y dueño de El Colombiano;
- Los militares, que cumplieron el papel de rompehuelgas y accionaron sus armas contra los huelguistas de Santa Bárbara;
- El sindicato de El Cairo, quien irresponsablemente instó a los huelguistas a atacar a los militares;
- Belisario Betancur, Ministro de Trabajo, quien respaldó a la empresa cementera;
- Eduardo Uribe Botero, Ministro de Gobierno y accionista de Cementos El Cairo;
- Las camarillas sindicales de la Unión de Trabajadores de Colombia y la Confederación de Trabajadores de Colombia, por su complicidad directa con la política antiobrera del Frente Nacional.[8]